# جنگ ضدزیردریایی

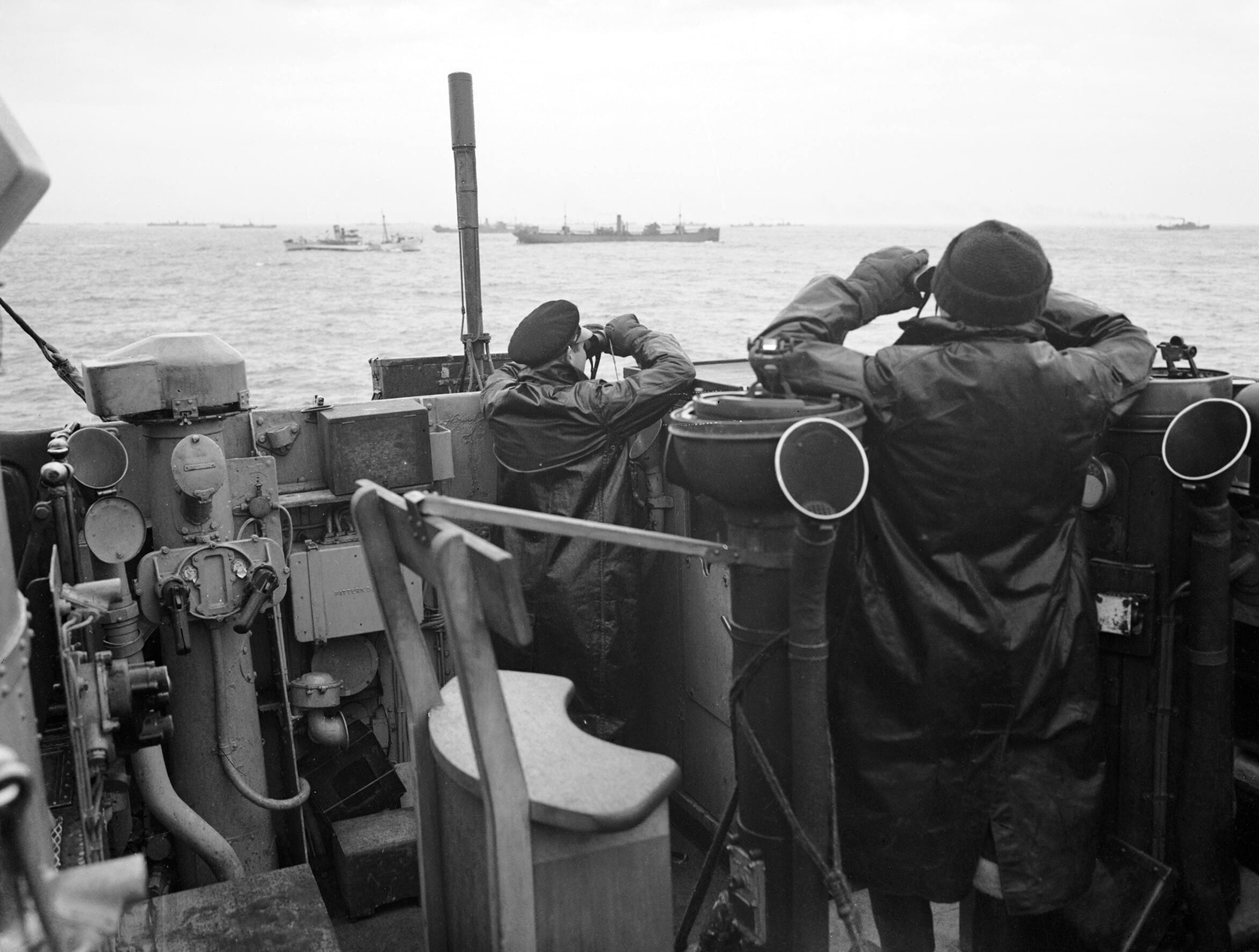
افسران نیروی دریایی پادشاهی بریتانیا بر روی پل یک ناوشکن در حال انجام وظایف اسکورت کاروان، مراقب زیردریایی‌های دشمن در طول نبرد اقیانوس اطلس، اکتبر ۱۹۴۱ هستند.

جنگاوری ضدزیردریایی (انگلیسی: Anti-submarine warfare) شاخه‌ای از جنگ زیر آب است که از کشتی‌های جنگی سطحی، هواپیماها، زیردریایی‌ها یا سایر سکوها برای یافتن، ردیابی، بازدارندگی، آسیب‌دیدگی و/یا نابود کردن زیردریایی‌های دشمن استفاده می‌کند. چنین عملیاتی معمولاً برای محافظت از کشتیرانی دوستانه و تأسیسات ساحلی در برابر حملات زیردریایی و برای غلبه بر محاصره انجام می‌شود.